# Montricher
Montricher és un municipi del cantó suís del Vaud, situat al districte de Morges.

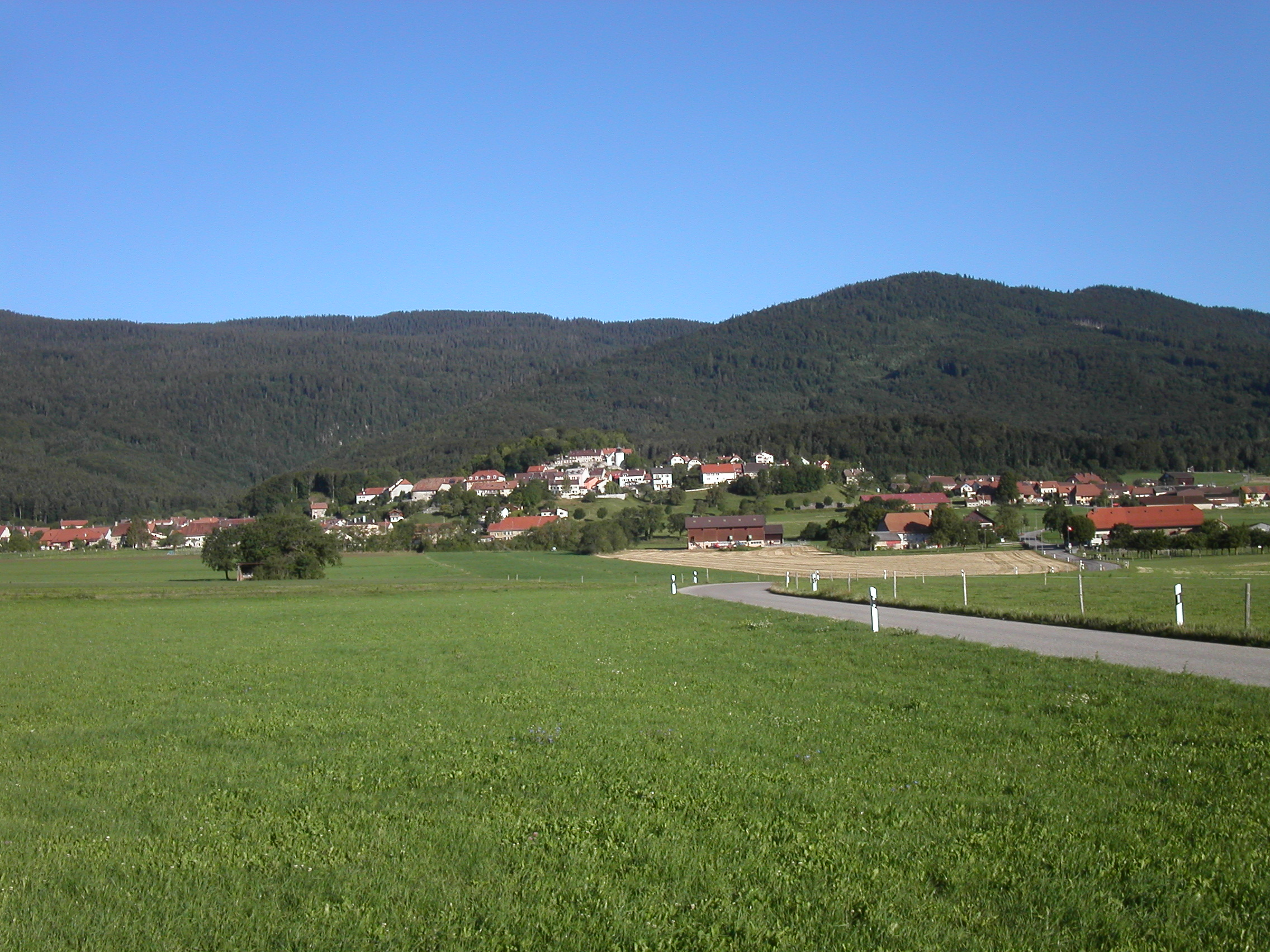
Vista del poble amb el massís del Jura al fons